# Horkelia parryi
Horkelia parryi är en rosväxtart som beskrevs av Edward Lee Greene. Horkelia parryi ingår i släktet Horkelia och familjen rosväxter. Inga underarter finns listade i Catalogue of Life.